# Hannes Baldauf
Hannes Baldauf (* 9. März 1938 in Pausa/Vogtl.; † 25. Februar 2015 in Hannover) war ein deutscher Fußballspieler und -trainer.

## Leben und Karriere
Hannes Baldauf wuchs im vogtländischen Pausa auf, wo er bis zum 13. Lebensjahr den Ringkampfsport betrieb. 1951 kam er in die Bundesrepublik.
Als Abwehrspieler spielte Baldauf von 1963 bis 1966 für die Profimannschaft von Hannover 96 in der Regionalliga Nord und der Bundesliga und brachte es dabei in der Saison 1965/66 auf fünf Bundesliga-Spiele. Ebenfalls kam er 1964 und 1966 zu zwei Einsätzen im DFB-Vereinspokal. Darüber hinaus spielte er für die Hannover 96 Amateure, mit denen er 1960, 1964 und 1965 dreimal Deutscher Amateurmeister wurde. Baldauf spielte zudem 1966 in einem Amateur-Länderspiel für Deutschland gegen Frankreich. Von 1966 bis 1968 spielte er für den Bonner SC.
Zum Abschluss seiner Karriere als Spieler verstärkte er in den Spielzeiten 1968/69 und 1969/70 die Abwehr der TuS Celle in der Regionalliga Nord, wo er noch zu 60 Einsätzen kam. Hier war in den Spielzeiten 1970/71 und 1971/72 auch seine erste Station als Cheftrainer, die er jeweils mit Mittelfeldplätzen abschloss. 1972 nahm er dann das Angebot von Hannover 96 an und wurde dort zunächst Co-Trainer.
Im März 1973 übernahm Hannes Baldauf den Posten des Cheftrainers bei Hannover 96. Er löste Hans Hipp ab, dem eine schlechte Rückrunde sowie die chronische Auswärtsschwäche des Teams zum Verhängnis wurde. Unter Baldauf gelang Hannover der Klassenerhalt am letzten Spieltag der Saison 1972/73. Im Laufe der durchwachsenen Saison 1973/74 wurde er durch Helmut Kronsbein als Cheftrainer ersetzt, blieb jedoch im Verein. Nach dem nicht mehr zu verhindernden Abstieg 1974 sowie dem direkten Wiederaufstieg 1975 wurde Hannes Baldauf 1976 erneut Cheftrainer, da Kronsbein aufgrund ausbleibenden sportlichen Erfolgs in der Bundesliga entlassen wurde.
Dieser Trainerwechsel änderte jedoch nichts an Hannovers Bundesliga-Abstieg 1976. Der Verein befand sich sportlich wie wirtschaftlich in einer Krise und entließ Hannes Baldauf noch in der Zweitliga-Hinrunde 1976/77. Kurioserweise wurde erneut Helmut Kronsbein als Nachfolger verpflichtet.
Von 1977 bis 1980 war Baldauf Trainer bei der SpVgg Fürth in der 2. Bundesliga Süd und erreichte jeweils einen Tabellenplatz im oberen Drittel. 1980/81 konnte er sich mit dem SC Herford in der 2. Bundesliga Nord nicht für die eingleisige 2. Bundesliga qualifizieren. Von 1981 bis 1984 betreute er den FC Augsburg, in der 2. Bundesliga konnte er den sofortigen Wiederabstieg des Neulings in der Saison 1982/83 jedoch nicht verhindern. Bis 1984 blieb Baldauf noch Trainer in Augsburg. Er konnte aber den Wiederaufstieg nicht erreichen. 1984/85 war Baldauf für wenige Monate Trainer beim SSV Ulm 1846 in der 2. Bundesliga. Später arbeitete er noch bei Jahn Regensburg (1985 bis 1987), betreute 1987 bis 1989 die Amateure und Jugend des 1. FC Nürnberg sowie den VfL Frohnlach (1989). Nach seiner Rückkehr nach Hannover betreute er die Jugend (1991 bis 1992), arbeitete als Co-Trainer (1992 bis 1994) und trainierte 1994/95 die Amateure von Hannover 96.
Hannes Baldauf starb am 25. Februar 2015 im Alter von 76 Jahren an den Folgen einer Krebserkrankung.